# Správa jeskyní České republiky
Správa jeskyní České republiky (SJ ČR) je od 1. dubna 2006 státní příspěvkovou organizací, která po odborné stránce spravuje a provozuje všech 14 veřejně zpřístupněných jeskyní v Česku. Byla zřízena jako resortní organizace v působnosti Ministerstva životního prostředí ČR. Jejím ředitelem je od 1. března 2025 doc. Ing. Milan Jan Půček, MBA, Ph.D.. Jeho předchůdci byli Ing. Lubomír Přibyl a RNDr. Jaroslav Hromas. Účelem vzniku Správy jeskyní České republiky je zajišťování ochrany, péče a provozu zpřístupněných jeskyní České republiky a s nimi bezprostředně souvisejících podzemních prostor a zpřístupňování, ochrana a péče o podzemní prostory.
Veřejnosti přístupné jeskyně provozované SJ ČR:
- Bozkovské dolomitové jeskyně
- Koněpruské jeskyně
- Chýnovská jeskyně
- Javoříčské jeskyně
- Mladečské jeskyně
- Jeskyně Na Pomezí
- Jeskyně Na Špičáku
- Zbrašovské aragonitové jeskyně
- Jeskyně Balcarka
- Kateřinská jeskyně
- Punkevní jeskyně
- Sloupsko-šošůvské jeskyně
- Jeskyně Výpustek
- Jeskyně Na Turoldu